# Kreßsieper Erbstollen
Der Kreßsieper Erbstollen ist ein ehemaliger Erbstollen in Sprockhövel-Herzkamp im Ennepe-Ruhr-Kreis. Der Stollen war auch unter den Namen Christsieper Erbstolln, Christsieper Stolln, Kressieper Erbstolln Kressieper Stolln und Kressiepen Stollen bekannt. Benannt wurde der Erbstollen nach der in der Nähe befindlichen Hofschaft Im Kreßsiepen, die als Kreft Sipe erstmals im Jahre 1486 urkundlich erwähnt wurde.

## Geschichte

### Planung und bergrechtliche Formalitäten
Am 25. Oktober 1731 wurde den Gewerken Siepermann, Engel zur Mühlen und Johann auf der Mühlen das Recht zum Auffahren des Stollens verliehen. Zweck des geplanten Stollens war die Lösung der Zechen Eggerbank, Mühlerbank, Dreckbank und Sieperbank.

### Bau und Betrieb
Bereits nach der Verleihung wurde mit den Arbeiten zur Erstellung des Erbstollens begonnen. Das Stollenmundloch wurde 800 Meter von Oberelfringhausen entfernt rund 400 Meter östlich vom Felderbach angesetzt. Es lag somit bei der 837 erstmals urkundlich erwähnten Hofschaft Fahrentrappe, wo der Erbstollen in den Felderbach entwässert. Am 1. November des Jahres 1745 wurde ein Vertrag zwischen den Erben zur Mühlen und den Erben Siepermann geschlossen. Zu diesem Zeitpunkt war der Stollen bereits zur Hälfte aufgefahren. Im Jahr 1765 wurde das Flöz Hohebank gelöst. Nach einer Bauzeit von mehreren Jahrzehnten erreichte der Stollen 1784 das erste Bergwerk, die Zeche Buschbank. Im Jahr 1810 wurden im Stollen Instandhaltungsarbeiten durchgeführt.
Im Jahr 1826 erreichte der Stollen die Zeche Sieper & Mühler Gruben. Er besaß damit eine Länge von 1800 Metern. Der Stollen verlief aus dem Felderbachtal, beginnend von der Fahrentrappe, von Westen nach Osten bis zur Quellenburg. Der Stollen verlief somit quer zum Streichen bei einer Steigung von 1:400. Noch während seiner Auffahrung wurde mit dem Bau des 18 Lachter (ca. 37,6 Meter) tiefer liegenden Herzkämper Erbstollens begonnen. Nachdem der Kreßsieper Erbstollen die Zeche Sieper & Mühler Gruben erreicht hatte, wurde die Auffahrung des Stollens beendet. Der Kreßsieper Erbstollen wurde später von der Zeche Sieper & Mühler Gruben übernommen. Mit der Einrichtung von Dampfmaschinen zur Entwässerung der Gruben konnte seit dem letzten Drittel des 19. Jahrhunderts der Tiefbau in den angeschlossenen Zechen auch unterhalb der Erbstollensohle erfolgen.

## Heutiger Zustand
Das Stollenmundloch bei Fahrentrappe wurde restauriert und ist heute Station auf dem Sprockhöveler Bergbauwanderweg Herzkämper-Mulde. Auf dem Kreßsieper Weg befinden sich noch mehrere Halden der ehemaligen Lichtlöcher des Erbstollens.